# Ballycarry
Ballycarry is een plaats in het Noord-Ierse graafschap County Antrim. De plaats telt 981 inwoners. Ballycarry heeft uitzicht op Islandmagee, een schiereiland aan de kust van het graafschap.
Antrim · Ballycarry · Ballycastle · Ballyclare · Ballymena · Ballymoney · Bushmills · Carrickfergus · Cushendun · Glengormley · Greenisland · Larne · Lisburn · Newtownabbey · Portrush · Randalstown